# Dua Lipa
Dua Lipa, född 22 augusti 1995 i London i Storbritannien, är en brittisk sångerska och låtskrivare.
Lipa är uppvuxen i London. Efter att ha arbetat som fotomodell skrev hon kontrakt med Warner Bros. Records 2014 och släppte sitt debutalbum med titeln ”Dua Lipa” 2017. Albumet gav upphov till många framgångsrika singlar som "Be The One", "IDGAF" och Storbritanniens nr 1-singel "New Rules", som också hamnade i topp 10 i USA.
År 2018 vann hon två Brit Awards för bästa brittiska kvinnliga soloartist och brittiska genombrottartist. Senare samma år släppte hon singeln "One Kiss" med Calvin Harris, som också lyckades nå nummer 1 i Storbritannien och blev årets bästsäljande singel. Hon har också vunnit en rad andra priser och utmärkelser. Hennes andra studioalbum, Future Nostalgia, släpptes i mars 2020 och mottogs väl av kritikerna. Albumet innehöll bland annat de framgångsrika singlarna "Don't Start Now", "Physical" och "Levitating". 
Dua Lipa uppträdde i Sverige för första gången på Way Out West den 12 augusti 2016.[källa behövs]. 

## Biografi
Dua Lipa, vars förnamn betyder "älska" på albanska, föddes i London i en kosovoalbansk familj från Pristina. Hennes far, Dukagjin Lipa, är också sångare. 2008 flyttade hon med sin familj (som även består av modern Anesa och de yngre syskonen Rina och Gijn Lipa) till Kosovo men återvände till London ett år senare för att satsa på en sångkarriär. Vid 14 års ålder började hon lägga ut egna coverinspelningar av bland annat sånger av Pink och Nelly Furtado på YouTube och fick också arbeten som fotomodell.
År 2015 skrev hon kontrakt med Warner Music Group och släppte strax därefter sin första singel "New Love". Den 2 juni 2017 släppte hon sitt första album, Dua Lipa, med flera singlar bland de tio bästa på UK Singles Chart, däribland "New Rules" på första plats.
År 2016 grundade hon Sunny Hill Foundation tillsammans med sin far för att donera till Kosovos folk, hennes föräldrars ursprungsland.

## Karriär
Lipa började arbeta med sitt debutalbum under Warner Bros. Records 2015. Hon släppte sin debutsingel "New Love" i augusti, och i oktober släppte den andra singeln "Be The One", som blev hennes genombrottssingel och en radiohit i Europa. Hon har beskrivit sin musikaliska stil som "mörk pop".
I början av 2016 släppte hon singeln "Last Dance" och i maj släpptes "Hotter than Hell". Det blev en topp 20 hit i Storbritannien. Senare samma år medverkade hon i Sean Pauls singel, "No Lie". I december 2016 gjorde hon en dokumentär med titeln "See In Blue". Hon medverkade också på Martin Garrix singel "Scared to be Lonely" som blev framgångsrik i Europa. Det året gick hon också ut på sin första turné.
Debutalbumet ”Dua Lipa” släpptes den 2 juni 2017. Det fick positiva recensioner från kritiker och blev det mest streamade albumet av en kvinnlig huvudartist på Spotify.
I juli 2017 släppte hon singeln "New Rules", som nådde nummer 1 i Storbritannien och blev hennes första topp 10 hit på Billboard Hot 100. Singeln blev hennes dittills mest framgångsrika och certifierades 4x platina i Sverige.
I januari 2018 fick Lipa nomineringar i fem kategorier vid Brit Awards, fler nomineringar än någon annan artist det året. Hon nominerades till årets brittiska album för Dua Lipa, årets brittiska singel och årets brittiska video för "New Rules", brittisk kvinnlig soloartist och brittisk genombrottartist. Hon vann två utmärkelser. Det året släppte hon ännu en framgångsrik singel, "IDGAF". Hennes samarbete med Calvin Harris, "One Kiss", släpptes i april 2018. Singeln gick in på plats nummer 1 i Storbritannien och 18 andra länder som Tyskland, Nederländerna, Irland, Österrike och mer.  Det blev Storbritanniens mest sålda singel 2018.
I februari 2019 vann hon sina två första Grammy priser för bästa nya artist och  ”Best Dance Recording” för singeln "Electricity" (med Silk City).
I november 2019 släppte hon singeln "Don't Start Now", ledningssingeln från Future Nostalgia, som blev en stor succé över hela världen. Den gick upp till topp 3 i USA och Storbritannien. I januari 2020 släppte hon "Physical", albumets andra singel. Albumet, med titeln Future Nostalgia, släpptes den 27 mars 2020 och fick stort beröm från kritikerna. Albumet nådde nummer 1 i Storbritannien och andra länder i Europa och världen. "Break My Heart" och "Levitating" blev den tredje och fjärde singeln från albumet. I augusti samma år släppte hon sitt första remixalbum med titeln Club Future Nostalgia. I februari 2021 släppte hon singeln "We're Good" från Future Nostalgia: The Moonlight Edition. Det blev det mest streamade albumet med en kvinnlig huvudartist på Spotify 2020. I mars 2021 vann hon en Grammy Award för bästa popalbum.

## Diskografi

### Album
- 2017 - Dua Lipa
- 2020 - Future Nostalgia
- 2024 - Radical Optimism

### Samlingsalbum
- 2020 - Club Future Nostalgia (DJ Mix)
- 2021 - Future Nostalgia (The Moonlight Edition)

### Singlar
- 2015 - "New Love"
- 2015 - "Be the One"
- 2016 - "Last Dance"
- 2016 - "Hotter than Hell"
- 2016 - "Blow Your Mind (Mwah)"
- 2017 - "No Lie" (med Sean Paul)
- 2017 - "Scared to Be Lonely" (med Martin Garrix)
- 2017 - "Lost in Your Light" (med Miguel)
- 2017 - "New Rules"
- 2017 - "Homesick"
- 2018 - "IDGAF"
- 2018 - "One Kiss" (med Calvin Harris)
- 2018 - "Electricity" (med Silk City)
- 2019 - "Swan Song"
- 2019 - "Don't Start Now"
- 2019 - "Future Nostalgia"
- 2020 - "Physical''
- 2020 - "Break My Heart"
- 2020 - "Levitating" (med DaBaby)
- 2021 - "We're Good"
- 2021 - "Love Again"
- 2021 - "Cold Heart" (med Elton John)

## Turnéer
- 2016 - 2016 UK Tour
- 2016 - Hotter than Hell Tour
- 2017 - US and Europe Tour
- 2017–2018 - The Self-Titled Tour
- 2022 - Future Nostalgia Tour

## Priser och utmärkelser
Bland en mängd nomineringar och tilldelade priser internationellt kan nämnas tilldelningen av MTV Awards "Best New Act" 2017 och  UK Music Video Awards för "New Rules" 2017. På Brit Awards 2018 tilldelades hon både priset för "Årets brittiska genombrott" och "Bästa brittiska kvinnliga artist" och blev historisk med att bli nominerad till ytterligare tre priser, för "Bästa album", "Bästa singel" och "Bästa video". 2019 blev hon belönad med två Grammys för bästa nya artist och ”Best Dance Recording” "Electricity" (med Silk City).
År 2021 vann hon Grammy priset för bästa popalbum och Brit priserna för årets brittiska album och brittiska kvinnliga soloartist. Hon har också vunnit många andra priser som inkluderar en American Music Award, två MTV Europe Music Award och en MTV Video Music Award.

### Lista
- Brit Award för bästa brittiska kvinnliga soloartist,  2018
- Brit Award för bästa nya artist,  2018[1]
- Brit Award för årets brittiska singel, för One Kiss,  2019
- Grammy Award för bästa nya artist,  2019[2]
- Grammy Award för bästa danceinspelning,  2019[3]
- Grammy Award för bästa popalbum, för Future Nostalgia,  2021[4]
- Kosovos hedersambassadör[5]

[Redigera Wikidata]